# ATP Challenger Tour 2020
El ATP Challenger Tour 2020 fue el circuito profesional de tenis secundario organizado por la ATP. En 2020 el calendario del ATP Challenger Tour comprendió aproximadamente 160 torneos, con premios desde U$ 50,000 hasta U$ 150,000. Se trató de la 44.ª edición del ciclo de torneos challenger, y el undécimo en el marco del nombre de Challenger Tour.

## Distribución de puntos
Los puntos se otorgan de la siguiente manera:
| Categoría      | Modalidad    | Campeón | Finalista | Semifinales | Cuartos de final | 3ª ronda | 2ª ronda | 1ª ronda | Clasificados | Rondas de clasificación |
| Challenger 125 | Individuales | 125     | 75        | 45          | 25               | 10       | 5        | 0        | 0            | -                       |
| Challenger 125 | Dobles       | 125     | 75        | 45          | 25               | -        | -        | 0        | 0            | -                       |
| Challenger 110 | Individuales | 110     | 65        | 40          | 20               | 9        | 5        | 0        | 0            | -                       |
| Challenger 110 | Dobles       | 110     | 65        | 40          | 20               | -        | -        | 0        | 0            | -                       |
| Challenger 100 | Individuales | 100     | 60        | 35          | 18               | 8        | 5        | 0        | 0            | -                       |
| Challenger 100 | Dobles       | 100     | 60        | 35          | 18               | -        | -        | 0        | 0            | -                       |
| Challenger 90  | Individuales | 90      | 55        | 33          | 17               | 8        | 5        | 0        | 0            | -                       |
| Challenger 90  | Dobles       | 90      | 55        | 33          | 17               | -        | -        | 0        | 0            | -                       |
| Challenger 80  | Individuales | 80      | 48        | 29          | 15               | 7        | 4        | 0        | 0            | -                       |
| Challenger 80  | Dobles       | 80      | 48        | 29          | 15               | -        | -        | 0        | 0            | -                       |

## Programa de torneos
A continuación lista de torneos:

### Torneos en enero
| Torneos en enero | Torneos en enero | Torneos en enero                                               | Torneos en enero                             | Torneos en enero                    | Torneos en enero                                                          |
| Semana del       | Torneo | Campeones                                                      | Finalistas                                   | Semifinales Individual              | Cuartos de final Individual                                               |
| ---------------- | --- | -------------------------------------------------------------- | -------------------------------------------- | ----------------------------------- | ------------------------------------------------------------------------- |
| 6 de enero       | Apis Canberra International Bendigo, Australia Challenger 125 – Dura – 48S/4Q/16D Cuadro de individuales – Cuadro de dobles          | Philipp Kohlschreiber 7–6(7–5), 4–6, 6–3                       | Emil Ruusuvuori                              | Denis Kudla Yevgueni Donskoi        | Jaume Munar Dominik Koepfer Steve Johnson Kwon Soon-woo                   |
| 6 de enero       | Apis Canberra International Bendigo, Australia Challenger 125 – Dura – 48S/4Q/16D Cuadro de individuales – Cuadro de dobles          | Max Purcell Luke Saville 7–6 (3), 7–6(3)                       | Jonathan Erlich Andrei Vasilevski            | Denis Kudla Yevgueni Donskoi        | Jaume Munar Dominik Koepfer Steve Johnson Kwon Soon-woo                   |
| 6 de enero       | BNP Paribas de Nouvelle-Calédonie Numea, Nueva Caledonia Challenger 90 – Dura – 48S/4Q/16D Cuadro de individuales – Cuadro de dobles | Jeffrey John Wolf 6-2, 6-2                                     | Yūichi Sugita                                | Cedrik-Marcel Stebe Matteo Viola    | Tristan Lamasine Martin Klizan Roberto Marcora Blaz Kavcic                |
| 6 de enero       | BNP Paribas de Nouvelle-Calédonie Numea, Nueva Caledonia Challenger 90 – Dura – 48S/4Q/16D Cuadro de individuales – Cuadro de dobles | Andrea Pellegrino Mario Vilella Martínez 7–6 (1), 3–6, [12–10] | Luca Margaroli Andrea Vavassori              | Cedrik-Marcel Stebe Matteo Viola    | Tristan Lamasine Martin Klizan Roberto Marcora Blaz Kavcic                |
| 6 de enero       | Challenger de Ann Arbor Ann Arbor, Estados Unidos Challenger 80 – Dura (i) – 48S/4Q/16D Cuadro de individuales – Cuadro de dobles    | Ulises Blanch 3–6, 6–4, 6–2                                    | Roberto Cid Subervi                          | Stefan Kozlov Daniel Altmaier       | Bjorn Fratangelo Roberto Quiroz Edan Leshem JC Aragone                    |
| 6 de enero       | Challenger de Ann Arbor Ann Arbor, Estados Unidos Challenger 80 – Dura (i) – 48S/4Q/16D Cuadro de individuales – Cuadro de dobles    | Robert Galloway Hans Hach Verdugo 4–6, 6–4, [10–8]             | Nicolás Barrientos Alejandro Gómez           | Stefan Kozlov Daniel Altmaier       | Bjorn Fratangelo Roberto Quiroz Edan Leshem JC Aragone                    |
| 13 de enero      | Bangkok Open Bangkok, Tailandia Challenger 80 – Dura – 48S/4Q/16D Cuadro de individuales – Cuadro de dobles                          | Attila Balázs 7–6 (5), 0–6, 7–6 (6)                            | Aslan Karatsev                               | Gian Marco Moroni Roman Safiullin   | Di Wu Andrea Arnaboldi Borna Gojo Evgeny Karlovskiy                       |
| 13 de enero      | Bangkok Open Bangkok, Tailandia Challenger 80 – Dura – 48S/4Q/16D Cuadro de individuales – Cuadro de dobles                          | Andrey Golubev Aleksandr Nedovyesov 3–6, 7–6 (1), [10–5]       | Sanchai Ratiwatana Christopher Rungkat       | Gian Marco Moroni Roman Safiullin   | Di Wu Andrea Arnaboldi Borna Gojo Evgeny Karlovskiy                       |
| 13 de enero      | Bendigo Challenger Bendigo, Australia Challenger 80 – Dura – 48S/4Q/16D Cuadro de individuales – Cuadro de dobles                    | Steve Johnson 7–6 (2), 7–6 (3)                                 | Stefano Travaglia                            | Andrea Vavassori Marcos Giron       | Damir Dzumhur Harold Mayot Chris O'connell Roberto Carballes              |
| 13 de enero      | Bendigo Challenger Bendigo, Australia Challenger 80 – Dura – 48S/4Q/16D Cuadro de individuales – Cuadro de dobles                    | Nikola Čačić Denys Molchanov 7–6 (3), 6–4                      | Marcelo Arévalo Jonny O'Mara                 | Andrea Vavassori Marcos Giron       | Damir Dzumhur Harold Mayot Chris O'connell Roberto Carballes              |
| 20 de enero      | Bangkok Open 2 Bangkok, Tailandia Challenger 80 – Dura – 48S/4Q/16D Cuadro de individuales – Cuadro de dobles                        | Federico Gaio 6–1, 4–6, 4–2 ret.                               | Robin Haase                                  | Dmitry Popko Hugo Grenier           | Jiri Vesely Daniel Altmaier Roman Safiullin Ramkumar Ramanathan           |
| 20 de enero      | Bangkok Open 2 Bangkok, Tailandia Challenger 80 – Dura – 48S/4Q/16D Cuadro de individuales – Cuadro de dobles                        | Gonzalo Escobar Miguel Ángel Reyes-Varela 6–3, 6–3             | Maoxin Gong Ze Zhang                         | Dmitry Popko Hugo Grenier           | Jiri Vesely Daniel Altmaier Roman Safiullin Ramkumar Ramanathan           |
| 20 de enero      | Open de Rennes Rennes, Francia Challenger 80 – Dura (i) – 48S/4Q/16D Cuadro de individuales – Cuadro de dobles                       | Arthur Rinderknech 7–5, 6–4                                    | James Ward                                   | Tobias Kamke Danilo Petrovic        | Roberto Ortega Olmedo Cem Ilkel Constant Lestienne Kyrian Jacquet         |
| 20 de enero      | Open de Rennes Rennes, Francia Challenger 80 – Dura (i) – 48S/4Q/16D Cuadro de individuales – Cuadro de dobles                       | Antonio Šančić Tristan-Samuel Weissborn 7–5, 6–7 (5), [10–7]   | Teymuraz Gabashvili Lukáš Lacko              | Tobias Kamke Danilo Petrovic        | Roberto Ortega Olmedo Cem Ilkel Constant Lestienne Kyrian Jacquet         |
| 27 de enero      | Oracle Challenger Series Newport Beach, Estados Unidos Challenger 125 – Dura – 48S/4Q/16D Cuadro de individuales – Cuadro de dobles  | Thai-Son Kwiatkowski 6–4, 6–1                                  | Daniel Elahi Galán                           | Mitchell Krueger Steve Johnson      | Raymond Sarmiento Christopher Eubanks Bradley Klahn Denis Istomin         |
| 27 de enero      | Oracle Challenger Series Newport Beach, Estados Unidos Challenger 125 – Dura – 48S/4Q/16D Cuadro de individuales – Cuadro de dobles  | Ariel Behar Gonzalo Escobar 6–2, 6–4                           | Antonio Šančić Tristan-Samuel Weissborn      | Mitchell Krueger Steve Johnson      | Raymond Sarmiento Christopher Eubanks Bradley Klahn Denis Istomin         |
| 27 de enero      | Caterpillar Burnie International Burnie, Australia Challenger 80 – Dura – 48S/4Q/16D Cuadro de individuales – Cuadro de dobles       | Taro Daniel 6–2, 6–2                                           | Yannick Hanfmann                             | Jay Clarke Jason Kubler             | Mohamed Safwat Alex Bolt Zhe Li Michail Pervolarakis                      |
| 27 de enero      | Caterpillar Burnie International Burnie, Australia Challenger 80 – Dura – 48S/4Q/16D Cuadro de individuales – Cuadro de dobles       | Harri Heliövaara Sem Verbeek 7–6 (5), 7–6 (4)                  | Luca Margaroli Andrea Vavassori              | Jay Clarke Jason Kubler             | Mohamed Safwat Alex Bolt Zhe Li Michail Pervolarakis                      |
| 27 de enero      | Punta Open Punta del Este, Uruguay Challenger 80 – Tierra batida – 48S/4Q/16D Cuadro de individuales – Cuadro de dobles              | Thiago Monteiro 7–6 (3), 6–7 (6), 7–5                          | Marco Cecchinato                             | Andrej Martin Felipe Meligeni Alves | Facundo Bagnis Alessandro Giannessi Geoffrey Blancaneaux Guilherme Clezar |
| 27 de enero      | Punta Open Punta del Este, Uruguay Challenger 80 – Tierra batida – 48S/4Q/16D Cuadro de individuales – Cuadro de dobles              | Orlando Luz Rafael Matos 6–4, 6–2                              | Juan Manuel Cerúndolo Thiago Agustín Tirante | Andrej Martin Felipe Meligeni Alves | Facundo Bagnis Alessandro Giannessi Geoffrey Blancaneaux Guilherme Clezar |
| 27 de enero      | Open Quimper Bretagne Occidentale Quimper, Francia Challenger 80 – Dura (i) – 48S/4Q/16D Cuadro de individuales – Cuadro de dobles   | Cem Ilkel 7–6 (6), 7–5                                         | Maxime Janvier                               | Mathias Bourgue Lukáš Lacko         | Zdeněk Kolář Matthias Bachinger Mischa Zverev Vít Kopřiva                 |
| 27 de enero      | Open Quimper Bretagne Occidentale Quimper, Francia Challenger 80 – Dura (i) – 48S/4Q/16D Cuadro de individuales – Cuadro de dobles   | Andrey Golubev Aleksandr Nedovyesov 6–4, 6–2                   | Ivan Sabanov Matej Sabanov                   | Mathias Bourgue Lukáš Lacko         | Zdeněk Kolář Matthias Bachinger Mischa Zverev Vít Kopřiva                 |

### Torneos en febrero
| Torneos en febrero | Torneos en febrero | Torneos en febrero                                                       | Torneos en febrero                                                       | Torneos en febrero                     | Torneos en febrero                                                            |
| Semana del         | Torneo | Campeones                                                                | Finalistas                                                               | Semifinales Individual                 | Cuartos de final Individual                                                   |
| ------------------ | --- | ------------------------------------------------------------------------ | ------------------------------------------------------------------------ | -------------------------------------- | ----------------------------------------------------------------------------- |
| 3 de febrero       | RBC Tennis Championships of Dallas Dallas, Estados Unidos Challenger 100 – Dura (i) – 48S/4Q/16D Cuadro de individuales – Cuadro de dobles | Jurij Rodionov 7–6, 7–6(12–10)                                           | Denis Kudla                                                              | Emilio Gómez Dominik Koepfer           | Frances Tiafoe Jeffrey John Wolf Mackenzie McDonald João Menezes              |
| 3 de febrero       | RBC Tennis Championships of Dallas Dallas, Estados Unidos Challenger 100 – Dura (i) – 48S/4Q/16D Cuadro de individuales – Cuadro de dobles | Dennis Novikov Gonçalo Oliveira 6–3, 6–4                                 | Luis David Martínez Miguel Ángel Reyes Varela                            | Emilio Gómez Dominik Koepfer           | Frances Tiafoe Jeffrey John Wolf Mackenzie McDonald João Menezes              |
| 3 de febrero       | Launceston Tennis International Launceston, Australia Challenger 80 – Dura – 48S/4Q/16D Cuadro de individuales – Cuadro de dobles          | Mohamed Safwat 7–6(7–5), 6–1                                             | Alex Bolt                                                                | Kimmer Coppejans Daniel Altmaier       | Liam Broady Lorenzo Giustino Borna Gojo Liam Caruana                          |
| 3 de febrero       | Launceston Tennis International Launceston, Australia Challenger 80 – Dura – 48S/4Q/16D Cuadro de individuales – Cuadro de dobles          | Evan King Benjamin Lock 3–6, 6–3, [10–8]                                 | Kimmer Coppejans Sergio Martos Gornés                                    | Kimmer Coppejans Daniel Altmaier       | Liam Broady Lorenzo Giustino Borna Gojo Liam Caruana                          |
| 10 de febrero      | Abierto de Bengaluru Bangalore, India Challenger 125 – Dura – 48S/4Q/16D Cuadro de individuales – Cuadro de dobles                         | James Duckworth 6–4, 6–4                                                 | Benjamin Bonzi                                                           | Julian Ocleppo Stefano Travaglia       | Ilia Ivashka Thomas Fabbiano Yūichi Sugita Blaž Rola                          |
| 10 de febrero      | Abierto de Bengaluru Bangalore, India Challenger 125 – Dura – 48S/4Q/16D Cuadro de individuales – Cuadro de dobles                         | Purav Raja Ramkumar Ramanathan 6–0, 6–3                                  | Matthew Ebden Leander Paes                                               | Julian Ocleppo Stefano Travaglia       | Ilia Ivashka Thomas Fabbiano Yūichi Sugita Blaž Rola                          |
| 10 de febrero      | Challenger de Cleveland Dallas, Estados Unidos Challenger 80 – Dura (i) – 48S/4Q/16D Cuadro de individuales – Cuadro de dobles             | Mikael Torpegaard 6–3, 1–6, 6–1                                          | Yosuke Watanuki                                                          | Ernesto Escobedo Thomaz Bellucci       | Denis Kudla Ulises Blanch Geoffrey Blancaneaux Raymond Sarmiento              |
| 10 de febrero      | Challenger de Cleveland Dallas, Estados Unidos Challenger 80 – Dura (i) – 48S/4Q/16D Cuadro de individuales – Cuadro de dobles             | Treat Huey Nathaniel Lammons 7–5, 6–2                                    | Luke Saville John-Patrick Smith                                          | Ernesto Escobedo Thomaz Bellucci       | Denis Kudla Ulises Blanch Geoffrey Blancaneaux Raymond Sarmiento              |
| 10 de febrero      | Challenger de Cherburgo Cherburgo-Octeville, Francia Challenger 80 – Dura (i) – 48S/4Q/16D Cuadro de individuales – Cuadro de dobles       | Roman Safiullin 6–4, 6–2                                                 | Roberto Marcora                                                          | Antoine Hoang Mischa Zverev            | Matthias Bachinger Quentin Halys Mirza Bašić Zdeněk Kolář                     |
| 10 de febrero      | Challenger de Cherburgo Cherburgo-Octeville, Francia Challenger 80 – Dura (i) – 48S/4Q/16D Cuadro de individuales – Cuadro de dobles       | Pavel Kotov Roman Safiullin 7–6(8–6), 5–7, [12–10]                       | Dan Added Albano Olivetti                                                | Antoine Hoang Mischa Zverev            | Matthias Bachinger Quentin Halys Mirza Bašić Zdeněk Kolář                     |
| 17 de febrero      | Trofeo Faip–Perrel Bérgamo, Italia Challenger 80 – Dura (i) – 48S/4Q/16D Cuadro de individuales – Cuadro de dobles                         | Iliá Marchenko vs Enzo Couacaud Cancelado debido a brote de coronavirus. | Iliá Marchenko vs Enzo Couacaud Cancelado debido a brote de coronavirus. | Hugo Gaston Tseng Chun-hsin            | Cem Ilkel Baptiste Crepatte Andrea Arnaboldi Roberto Marcora                  |
| 17 de febrero      | Trofeo Faip–Perrel Bérgamo, Italia Challenger 80 – Dura (i) – 48S/4Q/16D Cuadro de individuales – Cuadro de dobles                         | Zdeněk Kolář Julian Ocleppo 6–4, 6–3                                     | Luca Margaroli Andrea Vavassori                                          | Hugo Gaston Tseng Chun-hsin            | Cem Ilkel Baptiste Crepatte Andrea Arnaboldi Roberto Marcora                  |
| 17 de febrero      | Challenger de Drummondville Drummondville, Canadá Challenger 80 – Dura (i) – 48S/4Q/16D Cuadro de individuales – Cuadro de dobles          | Maxime Cressy 6–7(4–7), 6–4, 6–4                                         | Arthur Rinderknech                                                       | Christopher O'Connell Johannes Härteis | Yosuke Watanuki Sebastian Korda Tobias Kamke Roberto Cid Subervi              |
| 17 de febrero      | Challenger de Drummondville Drummondville, Canadá Challenger 80 – Dura (i) – 48S/4Q/16D Cuadro de individuales – Cuadro de dobles          | Manuel Guinard Arthur Rinderknech 7–6(7–4), 7–6(7–3)                     | Roberto Cid Subervi Gonçalo Oliveira                                     | Christopher O'Connell Johannes Härteis | Yosuke Watanuki Sebastian Korda Tobias Kamke Roberto Cid Subervi              |
| 17 de febrero      | Challenger de Koblenz Koblenz, Alemania Challenger 80 – Dura (i) – 48S/4Q/16D Cuadro de individuales – Cuadro de dobles                    | Tomáš Macháč 6–3, 4–6, 6–3                                               | Botic van de Zandschulp                                                  | Nicola Kuhn Ruben Bemelmans            | Yannick Maden Daniel Masur Dimitar Kuzmanov Yannick Hanfmann                  |
| 17 de febrero      | Challenger de Koblenz Koblenz, Alemania Challenger 80 – Dura (i) – 48S/4Q/16D Cuadro de individuales – Cuadro de dobles                    | Sander Arends David Pel 7–6(7–4), 7–6(7–3)                               | Julian Lenz Yannick Maden                                                | Nicola Kuhn Ruben Bemelmans            | Yannick Maden Daniel Masur Dimitar Kuzmanov Yannick Hanfmann                  |
| 17 de febrero      | Morelos Open Cuernavaca, México Challenger 80 – Dura – 48S/4Q/16D Cuadro de individuales – Cuadro de dobles                                | Jurij Rodionov 4–6, 6–2, 6–3                                             | Juan Pablo Ficovich                                                      | Aziz Dougaz Guilherme Clezar           | Alexander Sarkissian Roberto Ortega Olmedo Daniel Altmaier Alejandro González |
| 17 de febrero      | Morelos Open Cuernavaca, México Challenger 80 – Dura – 48S/4Q/16D Cuadro de individuales – Cuadro de dobles                                | Luke Saville John-Patrick Smith 6–3, 6–7(4–7), [10–5]                    | Carlos Gómez-Herrera Shintaro Mochizuki                                  | Aziz Dougaz Guilherme Clezar           | Alexander Sarkissian Roberto Ortega Olmedo Daniel Altmaier Alejandro González |
| 24 de febrero      | Challenger de Pau Pau, Francia Challenger 100 – Dura (i) – 48S/4Q/16D Cuadro de individuales – Cuadro de dobles                            | Ernests Gulbis 6–3, 6–4                                                  | Jerzy Janowicz                                                           | Jiří Veselý Teimuraz Gabashvili        | Harold Mayot Hugo Grenier Benjamin Bonzi Quentin Halys                        |
| 24 de febrero      | Challenger de Pau Pau, Francia Challenger 100 – Dura (i) – 48S/4Q/16D Cuadro de individuales – Cuadro de dobles                            | Benjamin Bonzi Antoine Hoang 6–3, 6–2                                    | Simone Bolelli Florin Mergea                                             | Jiří Veselý Teimuraz Gabashvili        | Harold Mayot Hugo Grenier Benjamin Bonzi Quentin Halys                        |
| 24 de febrero      | Challenger de Calgary Calgary, Canadá Challenger 90 – Dura (i) – 48S/4Q/16D Cuadro de individuales – Cuadro de dobles                      | Arthur Rinderknech 3–6, 7–6(7–5), 6–4                                    | Maxime Cressy                                                            | Kacper Żuk Liam Broady                 | Tobias Kamke Geoffrey Blancaneaux Yusuke Takahashi Gonçalo Oliveira           |
| 24 de febrero      | Challenger de Calgary Calgary, Canadá Challenger 90 – Dura (i) – 48S/4Q/16D Cuadro de individuales – Cuadro de dobles                      | Nathan Pasha Max Schnur 7–6(7–4), 6–3                                    | Harry Bourchier Filip Peliwo                                             | Kacper Żuk Liam Broady                 | Tobias Kamke Geoffrey Blancaneaux Yusuke Takahashi Gonçalo Oliveira           |
| 24 de febrero      | Challenger de Columbus Columbus, Estados Unidos Challenger 80 – Dura – 48S/4Q/16D Cuadro de individuales – Cuadro de dobles                | Jeffrey John Wolf 6–4, 6–2                                               | Denis Istomin                                                            | Jurij Rodionov Mikael Torpegaard       | Kaichi Uchida Aleksandar Vukic Cedrik-Marcel Stebe Marc Polmans               |
| 24 de febrero      | Challenger de Columbus Columbus, Estados Unidos Challenger 80 – Dura – 48S/4Q/16D Cuadro de individuales – Cuadro de dobles                | Treat Conrad Huey Nathaniel Lammons 7–6(7–3), 7–6(7–4)                   | Lloyd Glasspool Alex Lawson                                              | Jurij Rodionov Mikael Torpegaard       | Kaichi Uchida Aleksandar Vukic Cedrik-Marcel Stebe Marc Polmans               |

### Torneos en marzo
| Torneos en marzo | Torneos en marzo | Torneos en marzo                                      | Torneos en marzo                          | Torneos en marzo                          | Torneos en marzo                                       |
| Semana del       | Torneo | Campeones                                             | Finalistas                                | Semifinales Individual                    | Cuartos de final Individual                            |
| ---------------- | --- | ----------------------------------------------------- | ----------------------------------------- | ----------------------------------------- | ------------------------------------------------------ |
| 2 de marzo       | Oracle Challenger Series – Indian Wells Indian Wells, Estados Unidos Challenger 125 – Dura – 48S/4Q/16D Cuadro de individuales – Cuadro de dobles | Steve Johnson 6-4, 6-4                                | Jack Sock                                 | Brandon Nakashima Mitchell Krueger        | Denis Kudla Marcos Giron Grégoire Barrère Noah Rubin   |
| 2 de marzo       | Oracle Challenger Series – Indian Wells Indian Wells, Estados Unidos Challenger 125 – Dura – 48S/4Q/16D Cuadro de individuales – Cuadro de dobles | Denis Kudla Thai-Son Kwiatkowski 6-3, 2-6, [10-6]     | Sebastian Korda Mitchell Krueger          | Brandon Nakashima Mitchell Krueger        | Denis Kudla Marcos Giron Grégoire Barrère Noah Rubin   |
| 2 de marzo       | Abierto GNP Seguros Monterrey, México Challenger 100 – Dura – 48S/4Q/16D Cuadro de individuales – Cuadro de dobles                                | Adrian Mannarino 6-1, 6-3                             | Aleksandar Vukic                          | Ulises Blanch Ernesto Escobedo            | John-Patrick Smith Pablo Andújar Jason Jung Kevin King |
| 2 de marzo       | Abierto GNP Seguros Monterrey, México Challenger 100 – Dura – 48S/4Q/16D Cuadro de individuales – Cuadro de dobles                                | Karol Drzewiecki Gonçalo Oliveira 6-7(5), 6-4, [11-9] | Orlando Luz Rafael Matos                  | Ulises Blanch Ernesto Escobedo            | John-Patrick Smith Pablo Andújar Jason Jung Kevin King |
| 9 de marzo       | President's Cup Nur-Sultán, Kazajistán Challenger 80 – Dura (i) – 48S/4Q/16D Cuadro de individuales – Cuadro de dobles                            | Suspendido debido a brote de coronavirus.             | Suspendido debido a brote de coronavirus. | Suspendido debido a brote de coronavirus. | Suspendido debido a brote de coronavirus.              |
| 9 de marzo       | Potchopen Potchefstroom, Sudáfrica Challenger 50 – Dura – 32S/24Q/16D Cuadro de individuales – Cuadro de dobles                                   | Suspendido debido a brote de coronavirus.             | Suspendido debido a brote de coronavirus. | Suspendido debido a brote de coronavirus. | Suspendido debido a brote de coronavirus.              |
| 16 de marzo      | Arizona Tennis Classic Phoenix, Estados Unidos Challenger 125 – Dura – 48S/4Q/16D Cuadro de individuales – Cuadro de dobles                       | Suspendido debido a brote de coronavirus.             | Suspendido debido a brote de coronavirus. | Suspendido debido a brote de coronavirus. | Suspendido debido a brote de coronavirus.              |
| 16 de marzo      | Challenger de Olimpia Olimpia, Brasil Challenger 50 – Arcilla – 32S/24Q/16D Cuadro de individuales – Cuadro de dobles                             | Suspendido debido a brote de coronavirus.             | Suspendido debido a brote de coronavirus. | Suspendido debido a brote de coronavirus. | Suspendido debido a brote de coronavirus.              |
| 23 de marzo      | Challenger de Play In Lille, Francia Challenger 90 – Dura (i) – 48S/4Q/16D Cuadro de individuales – Cuadro de dobles                              | Suspendido debido a brote de coronavirus.             | Suspendido debido a brote de coronavirus. | Suspendido debido a brote de coronavirus. | Suspendido debido a brote de coronavirus.              |
| 23 de marzo      | Challenger de Machala Machala, Ecuador Challenger 80 – Arcilla – 48S/4Q/16D Cuadro de individuales – Cuadro de dobles                             | Suspendido debido a brote de coronavirus.             | Suspendido debido a brote de coronavirus. | Suspendido debido a brote de coronavirus. | Suspendido debido a brote de coronavirus.              |
| 30 de marzo      | Challenger de México Ciudad de México, México Challenger 125 – Arcilla – 48S/4Q/16D Cuadro de individuales – Cuadro de dobles                     | Suspendido debido a brote de coronavirus.             | Suspendido debido a brote de coronavirus. | Suspendido debido a brote de coronavirus. | Suspendido debido a brote de coronavirus.              |
| 30 de marzo      | Challenger de Jerusalén Jerusalén, Israel Challenger 80 – Dura – 48S/4Q/16D Cuadro de individuales – Cuadro de dobles                             | Suspendido debido a brote de coronavirus.             | Suspendido debido a brote de coronavirus. | Suspendido debido a brote de coronavirus. | Suspendido debido a brote de coronavirus.              |
| 30 de marzo      | Challenger de Marbella Marbella, España Challenger 80 – Arcilla – 48S/4Q/16D Cuadro de individuales – Cuadro de dobles                            | Suspendido debido a brote de coronavirus.             | Suspendido debido a brote de coronavirus. | Suspendido debido a brote de coronavirus. | Suspendido debido a brote de coronavirus.              |
| 30 de marzo      | Challenger de Saint-Brieuc Saint-Brieuc, Francia Challenger 80 – Dura (i) – 48S/4Q/16D Cuadro de individuales – Cuadro de dobles                  | Suspendido debido a brote de coronavirus.             | Suspendido debido a brote de coronavirus. | Suspendido debido a brote de coronavirus. | Suspendido debido a brote de coronavirus.              |

### Torneos entre abril y julio
Los torneos del circuito ATP Challenger Tour fueron suspendidos por la ATP al igual que el circuito ATP Tour en principio hasta el 13 de julio debido a la pandemia de COVID-19. Finamente la suspensión de torneos fue prolongada hasta mediados de agosto. La temporada se retomaría en la semana del lunes 17 de agosto.

### Torneos en agosto
| Torneos en agosto | Torneos en agosto | Torneos en agosto                                 | Torneos en agosto                | Torneos en agosto                         | Torneos en agosto                                                    |
| Semana del        | Torneo | Campeones                                         | Finalistas                       | Semifinales Individual                    | Cuartos de final Individual                                          |
| ----------------- | --- | ------------------------------------------------- | -------------------------------- | ----------------------------------------- | -------------------------------------------------------------------- |
| 17 de agosto      | I.CLTK Prague Open by Moneta Praga, República Checa Challenger 125 – Tierra batida – 48S/4Q/16D Cuadro de individuales – Cuadro de dobles        | Stan Wawrinka 7-6(2), 6-4                         | Aslan Karatsev                   | Michael Vrbensky Pierre-Hugues Herbert    | Sumit Nagal Elias Ymer Tallon Griekspoor Henri Laaksonen             |
| 17 de agosto      | I.CLTK Prague Open by Moneta Praga, República Checa Challenger 125 – Tierra batida – 48S/4Q/16D Cuadro de individuales – Cuadro de dobles        | Pierre-Hugues Herbert Arthur Rinderknech 6-3, 6-4 | Zdenek Kolar Lukáš Rosol         | Michael Vrbensky Pierre-Hugues Herbert    | Sumit Nagal Elias Ymer Tallon Griekspoor Henri Laaksonen             |
| 17 de agosto      | Internazionali di Tennis Citta di Todi Todi, Italia Challenger 100 – Tierra batida – 32S/16Q/16D Cuadro de individuales – Cuadro de dobles       | Yannick Hanfmann 6–3, 6–3                         | Bernabé Zapata                   | Antoine Hoang Gian Moroni                 | Facundo Bagnis Federico Gaio Cedrik-Marcel Stebe Marco Cecchinato    |
| 17 de agosto      | Internazionali di Tennis Citta di Todi Todi, Italia Challenger 100 – Tierra batida – 32S/16Q/16D Cuadro de individuales – Cuadro de dobles       | Ariel Behar Andréi Gólubev 6-4, 6-2               | Elliot Benchetrit Hugo Gaston    | Antoine Hoang Gian Moroni                 | Facundo Bagnis Federico Gaio Cedrik-Marcel Stebe Marco Cecchinato    |
| 24 de agosto      | RPM Open by Moneta Praga, República Checa Challenger 125 – Tierra batida – 48S/4Q/16D Cuadro de individuales – Cuadro de dobles                  | Aslan Karatsev 6–4, 7–6(8–6)                      | Tallon Griekspoor                | Dmitri Popkó Lukáš Rosol                  | Stan Wawrinka Arthur Rinderknech Robin Haase Sebastian Ofner         |
| 24 de agosto      | RPM Open by Moneta Praga, República Checa Challenger 125 – Tierra batida – 48S/4Q/16D Cuadro de individuales – Cuadro de dobles                  | Sander Arends David Pel 7–5, 7–6(7–5)             | André Göransson Gonçalo Oliveira | Dmitri Popkó Lukáš Rosol                  | Stan Wawrinka Arthur Rinderknech Robin Haase Sebastian Ofner         |
| 24 de agosto      | Internazionali di Tennis Citta di Trieste Trieste, Italia Challenger 100 – Tierra batida – 32S/16Q/16D Cuadro de individuales – Cuadro de dobles | Carlos Alcaraz 6–4, 6–3                           | Riccardo Bonadio                 | Lorenzo Musetti Mario Vilella             | Juan Pablo Ficovich Tomás Etcheverry Liam Broady Maximilian Marterer |
| 24 de agosto      | Internazionali di Tennis Citta di Trieste Trieste, Italia Challenger 100 – Tierra batida – 32S/16Q/16D Cuadro de individuales – Cuadro de dobles | Ariel Behar Andréi Gólubev 6–4, 6–2               | Hugo Gaston Tristan Lamasine     | Lorenzo Musetti Mario Vilella             | Juan Pablo Ficovich Tomás Etcheverry Liam Broady Maximilian Marterer |
| 31 de agosto      | Prosperita Open Ostrava, República Checa Challenger 80 – Tierra batida – 32S/32Q/16D Cuadro de individuales – Cuadro de dobles                   | Aslan Karatsev 6–4, 6–2                           | Oscar Otte                       | Botic van de Zandschulp Tallon Griekspoor | Lukáš Lacko Mats Moraing Zdeněk Kolář Iliá Ivashka                   |
| 31 de agosto      | Prosperita Open Ostrava, República Checa Challenger 80 – Tierra batida – 32S/32Q/16D Cuadro de individuales – Cuadro de dobles                   | Artem Sitak Igor Zelenay 7–5, 6–4                 | Karol Drzewiecki Szymon Walków   | Botic van de Zandschulp Tallon Griekspoor | Lukáš Lacko Mats Moraing Zdeněk Kolář Iliá Ivashka                   |
| 31 de agosto      | Acqua Dolomia Serena Wines Tennis Cup Cordenons, Italia Challenger 100 – Tierra batida – 32S/16Q/16D Cuadro de individuales – Cuadro de dobles   | Bernabé Zapata 6–2, 4–6, 6–2                      | Carlos Alcaraz                   | Alejandro Tabilo Daniel Altmaier          | Andrea Collarini Riccardo Bonadio Facundo Bagnis Lorenzo Musetti     |
| 31 de agosto      | Acqua Dolomia Serena Wines Tennis Cup Cordenons, Italia Challenger 100 – Tierra batida – 32S/16Q/16D Cuadro de individuales – Cuadro de dobles   | Ariel Behar Andréi Gólubev 7–5, 6–4               | Andrés Molteni Hugo Nys          | Alejandro Tabilo Daniel Altmaier          | Andrea Collarini Riccardo Bonadio Facundo Bagnis Lorenzo Musetti     |

### Torneos en septiembre
| Torneos en septiembre | Torneos en septiembre | Torneos en septiembre                             | Torneos en septiembre               | Torneos en septiembre                    | Torneos en septiembre                                                   |
| Semana del            | Torneo | Campeones                                         | Finalistas                          | Semifinales Individual                   | Cuartos de final Individual                                             |
| --------------------- | --- | ------------------------------------------------- | ----------------------------------- | ---------------------------------------- | ----------------------------------------------------------------------- |
| 7 de septiembre       | Open du Pays d'Aix Aix-en-Provence, Francia Challenger 125 – Tierra batida – 32S/16Q/16D Cuadro de individuales – Cuadro de dobles           | Oscar Otte 6–2, 6–7(4–7), 6–4                     | Thiago Seyboth Wild                 | Alejandro Tabilo Daniel Altmaier         | Federico Gaio Antoine Hoang Danilo Petrovic Pablo Cuevas                |
| 7 de septiembre       | Open du Pays d'Aix Aix-en-Provence, Francia Challenger 125 – Tierra batida – 32S/16Q/16D Cuadro de individuales – Cuadro de dobles           | Andrés Molteni Hugo Nys 6–4, 7–6(7–4)             | Ariel Behar Gonzalo Escobar         | Alejandro Tabilo Daniel Altmaier         | Federico Gaio Antoine Hoang Danilo Petrovic Pablo Cuevas                |
| 7 de septiembre       | Moneta Czech Open Prostějov, República Checa Challenger 125 – Tierra batida – 32S/16Q/16D Cuadro de individuales – Cuadro de dobles          | Kamil Majchrzak 6–2, 7–6(7–5)                     | Pablo Andújar                       | Stefano Travaglia Jiří Lehečka           | Jozef Kovalík Martin Kližan Filip Horanský Aleksandar Vukic             |
| 7 de septiembre       | Moneta Czech Open Prostějov, República Checa Challenger 125 – Tierra batida – 32S/16Q/16D Cuadro de individuales – Cuadro de dobles          | Zdeněk Kolář Lukáš Rosol 6–2, 2–6, [10–6]         | N. Sriram Balaji Divij Sharan       | Stefano Travaglia Jiří Lehečka           | Jozef Kovalík Martin Kližan Filip Horanský Aleksandar Vukic             |
| 14 de septiembre      | Iași Open Iași, Rumania Challenger 100 – Tierra batida – 32S/16Q/16D Cuadro de individuales – Cuadro de dobles                               | Carlos Taberner 6–4, 7–6(7–4)                     | Mathias Bourgue                     | Pablo Andújar Jaume Munar                | Felipe Alves Jurij Rodionov Adrián Menéndez João Menezes                |
| 14 de septiembre      | Iași Open Iași, Rumania Challenger 100 – Tierra batida – 32S/16Q/16D Cuadro de individuales – Cuadro de dobles                               | Rafael Matos João Menezes 6–2, 6–2                | Treat Conrad Huey Nathaniel Lammons | Pablo Andújar Jaume Munar                | Felipe Alves Jurij Rodionov Adrián Menéndez João Menezes                |
| 21 de septiembre      | Internazionali di Tennis Città di Forlì Forlì, Italia Challenger 100 – Tierra batida – 32S/16Q/16D Cuadro de individuales – Cuadro de dobles | Lorenzo Musetti 7–6(7–2), 7–6(7–5)                | Thiago Monteiro                     | Lloyd Harris Andrea Pellegrino           | Andreas Seppi Salvatore Caruso Alexander Ritschard Guilherme Clezar     |
| 21 de septiembre      | Internazionali di Tennis Città di Forlì Forlì, Italia Challenger 100 – Tierra batida – 32S/16Q/16D Cuadro de individuales – Cuadro de dobles | Tomislav Brkić Nikola Čačić 3–6, 7–5, [10–3]      | Andréi Gólubev Andrea Vavassori     | Lloyd Harris Andrea Pellegrino           | Andreas Seppi Salvatore Caruso Alexander Ritschard Guilherme Clezar     |
| 21 de septiembre      | Sibiu Open Sibiu, Rumania Challenger 80 – Tierra batida – 32S/16Q/16D Cuadro de individuales – Cuadro de dobles                              | Marc-Andrea Huesler 7–5, 6–0                      | Tomás Etcheverry                    | Carlos Gómez-Herrera Francisco Cerúndolo | Johannes Härteis Borna Gojo Malek Jaziri Felipe Alves                   |
| 21 de septiembre      | Sibiu Open Sibiu, Rumania Challenger 80 – Tierra batida – 32S/16Q/16D Cuadro de individuales – Cuadro de dobles                              | Hunter Reese Jan Zieliński 6–4, 6–2               | Robert Galloway Hans Hach Verdugo   | Carlos Gómez-Herrera Francisco Cerúndolo | Johannes Härteis Borna Gojo Malek Jaziri Felipe Alves                   |
| 28 de septiembre      | Thindown Challenger Biella Biella, Italia Challenger 80 – Tierra batida – 32S/16Q/16D Cuadro de individuales – Cuadro de dobles              | Facundo Bagnis 6–7(4–7), 6–4, 0–0 ret.            | Blaž Kavčič                         | Blaž Rola Christopher O'Connell          | Matteo Viola Maxime Cressy Filip Horanský Denis Istomin                 |
| 28 de septiembre      | Thindown Challenger Biella Biella, Italia Challenger 80 – Tierra batida – 32S/16Q/16D Cuadro de individuales – Cuadro de dobles              | Harri Heliövaara Szymon Walków 7–5, 6–3           | Lloyd Glasspool Alex Lawson         | Blaž Rola Christopher O'Connell          | Matteo Viola Maxime Cressy Filip Horanský Denis Istomin                 |
| 28 de septiembre      | Split Open Split, Croacia Challenger 80 – Tierra batida – 32S/16Q/16D Cuadro de individuales – Cuadro de dobles                              | Francisco Cerúndolo 4–6, 6–3, 7–6(7–4)            | Pedro Sousa                         | Borna Gojo Duje Ajduković                | Tomás Etcheverry Alessandro Giannessi Maximilian Marterer Jozef Kovalík |
| 28 de septiembre      | Split Open Split, Croacia Challenger 80 – Tierra batida – 32S/16Q/16D Cuadro de individuales – Cuadro de dobles                              | Treat Conrad Huey Nathaniel Lammons 6–4, 7–6(7–3) | André Göransson Hunter Reese        | Borna Gojo Duje Ajduković                | Tomás Etcheverry Alessandro Giannessi Maximilian Marterer Jozef Kovalík |

### Torneos en octubre
| Torneos en octubre | Torneos en octubre | Torneos en octubre                                         | Torneos en octubre                   | Torneos en octubre                      | Torneos en octubre                                                  |
| Semana del         | Torneo | Campeones                                                  | Finalistas                           | Semifinales Individual                  | Cuartos de final Individual                                         |
| ------------------ | --- | ---------------------------------------------------------- | ------------------------------------ | --------------------------------------- | ------------------------------------------------------------------- |
| 5 de octubre       | Internazionali di Tennis Emilia Romagna Parma, Italia Challenger 125 – Tierra batida – 32S/16Q/16D Cuadro de individuales – Cuadro de dobles | Frances Tiafoe 6–3, 3–6, 6–4                               | Salvatore Caruso                     | Federico Delbonis Alexei Popyrin        | Filippo Baldi Marco Cecchinato Laslo Djere Juan Pablo Ficovich      |
| 5 de octubre       | Internazionali di Tennis Emilia Romagna Parma, Italia Challenger 125 – Tierra batida – 32S/16Q/16D Cuadro de individuales – Cuadro de dobles | Marcelo Arévalo Tomislav Brkić 6–4, 6–4                    | Ariel Behar Gonzalo Escobar          | Federico Delbonis Alexei Popyrin        | Filippo Baldi Marco Cecchinato Laslo Djere Juan Pablo Ficovich      |
| 5 de octubre       | Sánchez-Casal Cup Barcelona, España Challenger 80 – Tierra batida – 32S/16Q/16D Cuadro de individuales – Cuadro de dobles                    | Carlos Alcaraz 4–6, 6–2, 6–1                               | Damir Džumhur                        | Andrea Collarini Carlos Gimeno Valero   | Jaume Munar Filip Horanský Maxime Janvier Facundo Bagnis            |
| 5 de octubre       | Sánchez-Casal Cup Barcelona, España Challenger 80 – Tierra batida – 32S/16Q/16D Cuadro de individuales – Cuadro de dobles                    | Szymon Walków Tristan-Samuel Weissborn 6–1, 4–6, [10–8]    | Harri Heliövaara Alex Lawson         | Andrea Collarini Carlos Gimeno Valero   | Jaume Munar Filip Horanský Maxime Janvier Facundo Bagnis            |
| 12 de octubre      | Challenger JC Ferrero Alicante, España Challenger 80 – Tierra batida – 32S/16Q/16D Cuadro de individuales – Cuadro de dobles                 | Carlos Alcaraz 7–6(8–6), 6–3                               | Pedro Martínez                       | Bernabé Zapata Mario Vilella            | Tomáš Macháč Aleksandar Vukic Juan Pablo Ficovich Steven Diez       |
| 12 de octubre      | Challenger JC Ferrero Alicante, España Challenger 80 – Tierra batida – 32S/16Q/16D Cuadro de individuales – Cuadro de dobles                 | Enzo Couacaud Albano Olivetti 4–6, 6–4, [10–2]             | Íñigo Cervantes Oriol Roca           | Bernabé Zapata Mario Vilella            | Tomáš Macháč Aleksandar Vukic Juan Pablo Ficovich Steven Diez       |
| 12 de octubre      | Lisboa Belém Open Lisboa, Portugal Challenger 80 – Tierra batida – 32S/16Q/16D Cuadro de individuales – Cuadro de dobles                     | Jaume Munar 7–6(7–3), 6–2                                  | Pedro Sousa                          | Federico Gaio Alessandro Giannessi      | Alexandre Müller Guilherme Clezar Dimitar Kuzmanov Dmitri Popkó     |
| 12 de octubre      | Lisboa Belém Open Lisboa, Portugal Challenger 80 – Tierra batida – 32S/16Q/16D Cuadro de individuales – Cuadro de dobles                     | Roberto Cid Subervi Gonçalo Oliveira 7–6(7–5), 4–6, [10–4] | Harri Heliövaara Zdeněk Kolář        | Federico Gaio Alessandro Giannessi      | Alexandre Müller Guilherme Clezar Dimitar Kuzmanov Dmitri Popkó     |
| 19 de octubre      | Amex-Istanbul Challenger Estambul, Turquía Challenger 90 – Dura – 32S/16Q/16D Cuadro de individuales – Cuadro de dobles                      | Iliá Ivashka 6–1, 6–4                                      | Martin Kližan                        | Borna Gojo Benjamin Bonzi               | Mackenzie McDonald Sebastian Ofner Jason Jung Dmitri Popkó          |
| 19 de octubre      | Amex-Istanbul Challenger Estambul, Turquía Challenger 90 – Dura – 32S/16Q/16D Cuadro de individuales – Cuadro de dobles                      | Ariel Behar Gonzalo Escobar 4–6, 6–3, [10–7]               | Robert Galloway Nathaniel Lammons    | Borna Gojo Benjamin Bonzi               | Mackenzie McDonald Sebastian Ofner Jason Jung Dmitri Popkó          |
| 19 de octubre      | Wolffkran Open Ismaning, Alemania Challenger 80 – Césped (i) – 32S/16Q/16D Cuadro de individuales – Cuadro de dobles                         | Marc-Andrea Huesler 6–7(3–7), 7–6(7–2), 7–5                | Botic van de Zandschulp              | Antoine Hoang Prajnesh Gunneswaran      | Sebastian Korda Maximilian Marterer Daniel Masur Tobias Kamke       |
| 19 de octubre      | Wolffkran Open Ismaning, Alemania Challenger 80 – Césped (i) – 32S/16Q/16D Cuadro de individuales – Cuadro de dobles                         | Andre Begemann David Pel 5–7, 7–6(7–2), [10–4]             | Lloyd Glasspool Alex Lawson          | Antoine Hoang Prajnesh Gunneswaran      | Sebastian Korda Maximilian Marterer Daniel Masur Tobias Kamke       |
| 26 de octubre      | Tennis Challenger Hamburg Hamburgo, Alemania Challenger 80 – Dura (i) – 32S/16Q/16D Cuadro de individuales – Cuadro de dobles                | Taro Daniel 6–1, 6–2                                       | Sebastian Ofner                      | Kamil Majchrzak Botic van de Zandschulp | Nikola Milojevic Román Safiulin Cedrik-Marcel Stebe Henri Laaksonen |
| 26 de octubre      | Tennis Challenger Hamburg Hamburgo, Alemania Challenger 80 – Dura (i) – 32S/16Q/16D Cuadro de individuales – Cuadro de dobles                | Marc-Andrea Huesler Kamil Majchrzak 6–3, 1–6, [20–18]      | Lloyd Glasspool Alex Lawson          | Kamil Majchrzak Botic van de Zandschulp | Nikola Milojevic Román Safiulin Cedrik-Marcel Stebe Henri Laaksonen |
| 26 de octubre      | Marbella Tennis Open Marbella, España Challenger 80 – Tierra batida – 32S/16Q/16D Cuadro de individuales – Cuadro de dobles                  | Pedro Martínez 7–6(7–4), 6–2                               | Jaume Munar                          | Alexandre Müller Carlos Taberner        | Carlos Gimeno Valero Vít Kopřiva Daniel Elahi Galán Blaž Rola       |
| 26 de octubre      | Marbella Tennis Open Marbella, España Challenger 80 – Tierra batida – 32S/16Q/16D Cuadro de individuales – Cuadro de dobles                  | Gerard Granollers Pedro Martínez 6–3, 6–4                  | Luis David Martínez Fernando Romboli | Alexandre Müller Carlos Taberner        | Carlos Gimeno Valero Vít Kopřiva Daniel Elahi Galán Blaž Rola       |

### Torneos en noviembre
| Torneos en noviembre | Torneos en noviembre | Torneos en noviembre                                       | Torneos en noviembre                      | Torneos en noviembre                     | Torneos en noviembre                                                          |
| Semana del           | Torneo | Campeones                                                  | Finalistas                                | Semifinales Individual                   | Cuartos de final Individual                                                   |
| -------------------- | --- | ---------------------------------------------------------- | ----------------------------------------- | ---------------------------------------- | ----------------------------------------------------------------------------- |
| 2 de noviembre       | Challenger Eckental Eckental, Alemania Challenger 100 – Césped (i) – 32S/16Q/16D Cuadro de individuales – Cuadro de dobles              | Sebastian Korda 6–4, 6–4                                   | Ramkumar Ramanathan                       | Marvin Möller Iliá Ivashka               | Kamil Majchrzak Yevgueni Donskói Marc-Andrea Huesler Alexei Popyrin           |
| 2 de noviembre       | Challenger Eckental Eckental, Alemania Challenger 100 – Césped (i) – 32S/16Q/16D Cuadro de individuales – Cuadro de dobles              | Dustin Brown Antoine Hoang 6–7(8–10), 7–5, [13–11]         | Lloyd Glasspool Alex Lawson               | Marvin Möller Iliá Ivashka               | Kamil Majchrzak Yevgueni Donskói Marc-Andrea Huesler Alexei Popyrin           |
| 2 de noviembre       | Challenger Emilia Romagna Parma, Italia Challenger 80 – Dura (i) – 32S/16Q/16D Cuadro de individuales – Cuadro de dobles                | Cedrik-Marcel Stebe 6–4, 6–4                               | Liam Broady                               | Andrea Arnaboldi Quentin Halys           | Frederico Ferreira Silva Maxime Cressy Roberto Marcora Luca Vanni             |
| 2 de noviembre       | Challenger Emilia Romagna Parma, Italia Challenger 80 – Dura (i) – 32S/16Q/16D Cuadro de individuales – Cuadro de dobles                | Grégoire Barrère Albano Olivetti 6–2, 6–4                  | Sadio Doumbia Fabien Reboul               | Andrea Arnaboldi Quentin Halys           | Frederico Ferreira Silva Maxime Cressy Roberto Marcora Luca Vanni             |
| 9 de noviembre       | Challenger de Bratislava Bratislava, Eslovaquia Challenger 80 – Dura (i) – 32S/16Q/16D Cuadro de individuales – Cuadro de dobles        | Maximilian Marterer 6–7(3–7), 6–2, 7–5                     | Tomáš Macháč                              | Lukáš Klein Antoine Hoang                | Emil Ruusuvuori Matteo Viola Mathias Bourgue Sergui Stajovski                 |
| 9 de noviembre       | Challenger de Bratislava Bratislava, Eslovaquia Challenger 80 – Dura (i) – 32S/16Q/16D Cuadro de individuales – Cuadro de dobles        | Harri Heliövaara Emil Ruusuvuori 6–4, 6–3                  | Lukáš Klein Alex Molčan                   | Lukáš Klein Antoine Hoang                | Emil Ruusuvuori Matteo Viola Mathias Bourgue Sergui Stajovski                 |
| 9 de noviembre       | Challenger de Cary Cary, Estados Unidos Challenger 80 – Dura – 32S/16Q/16D Cuadro de individuales – Cuadro de dobles                    | Denis Kudla 3–6, 6–3, 6–0                                  | Prajnesh Gunneswaran                      | Mikael Torpegaard Daniel Elahi Galán     | Brandon Nakashima Thomaz Bellucci Christopher Eubanks Dmitri Popkó            |
| 9 de noviembre       | Challenger de Cary Cary, Estados Unidos Challenger 80 – Dura – 32S/16Q/16D Cuadro de individuales – Cuadro de dobles                    | Dennis Novikov Teimuraz Gabashvili 7–5, 4–6, [10–8]        | Luke Bambridge Nathaniel Lammons          | Mikael Torpegaard Daniel Elahi Galán     | Brandon Nakashima Thomaz Bellucci Christopher Eubanks Dmitri Popkó            |
| 16 de noviembre      | Challenger de Guayaquil Guayaquil, Ecuador Challenger 80 – Tierra batida – 32S/16Q/16D Cuadro de individuales – Cuadro de dobles        | Francisco Cerúndolo 6–4, 3–6, 6–2                          | Andrej Martin                             | Jesper de Jong Roberto Carballés         | Oriol Roca Batalla Sebastián Báez Jaume Munar Pedro Sousa                     |
| 16 de noviembre      | Challenger de Guayaquil Guayaquil, Ecuador Challenger 80 – Tierra batida – 32S/16Q/16D Cuadro de individuales – Cuadro de dobles        | Luis David Martínez Felipe Meligeni Alves 6–0, 4–6, [10–3] | Sergio Martos Gornés Jaume Munar          | Jesper de Jong Roberto Carballés         | Oriol Roca Batalla Sebastián Báez Jaume Munar Pedro Sousa                     |
| 16 de noviembre      | Challenger de Orlando Orlando, Estados Unidos Challenger 80 – Dura – 32S/16Q/16D Cuadro de individuales – Cuadro de dobles              | Brandon Nakashima 6–3, 6–4                                 | Prajnesh Gunneswaran                      | Mitchell Krueger Christopher Eubanks     | Mackenzie McDonald Alexander Ritschard Dmitri Popkó Denis Kudla               |
| 16 de noviembre      | Challenger de Orlando Orlando, Estados Unidos Challenger 80 – Dura – 32S/16Q/16D Cuadro de individuales – Cuadro de dobles              | Andréi Gólubev Aleksandr Nedovésov 7–5, 6–4                | Mitchell Krueger Jackson Withrow          | Mitchell Krueger Christopher Eubanks     | Mackenzie McDonald Alexander Ritschard Dmitri Popkó Denis Kudla               |
| 16 de noviembre      | Challenger de Ortisei Ortisei, Italia Challenger 80 – Dura (i) – 32S/16Q/16D Cuadro de individuales – Cuadro de dobles                  | Iliá Ivashka 6–4, 3–6, 7–6(7–3)                            | Antoine Hoang                             | Alexandre Müller Aslán Karátsev          | Iliá Márchenko Julian Lenz Federico Gaio Tomáš Macháč                         |
| 16 de noviembre      | Challenger de Ortisei Ortisei, Italia Challenger 80 – Dura (i) – 32S/16Q/16D Cuadro de individuales – Cuadro de dobles                  | Andre Begemann Albano Olivetti 6–3, 6–2                    | Ivan Sabanov Matej Sabanov                | Alexandre Müller Aslán Karátsev          | Iliá Márchenko Julian Lenz Federico Gaio Tomáš Macháč                         |
| 23 de noviembre      | Challenger de Florianópolis Florianópolis, Brasil Challenger 80 – Tierra batida – 32S/16Q/16D Cuadro de individuales – Cuadro de dobles | Felipe Meligeni Alves 6–2, 7–6(7–1)                        | Frederico Ferreira Silva                  | Pedro Sakamoto João Menezes              | Maxime Janvier Dmitri Popkó Camilo Ugo Carabelli Matheus Pucinelli de Almeida |
| 23 de noviembre      | Challenger de Florianópolis Florianópolis, Brasil Challenger 80 – Tierra batida – 32S/16Q/16D Cuadro de individuales – Cuadro de dobles | Luis David Martínez Felipe Meligeni Alves 6–3, 6–3         | Rogério Dutra da Silva Fernando Romboli   | Pedro Sakamoto João Menezes              | Maxime Janvier Dmitri Popkó Camilo Ugo Carabelli Matheus Pucinelli de Almeida |
| 23 de noviembre      | Challenger de Lima Lima, Perú Challenger 80 – Tierra batida – 32S/16Q/16D Cuadro de individuales – Cuadro de dobles                     | Daniel Elahi Galán 6–1, 3–6, 6–3                           | Thiago Tirante                            | Vitaliy Sachko Tomás Barrios             | Francisco Cerúndolo Alejandro Tabilo Vít Kopřiva Roberto Carballés            |
| 23 de noviembre      | Challenger de Lima Lima, Perú Challenger 80 – Tierra batida – 32S/16Q/16D Cuadro de individuales – Cuadro de dobles                     | Íñigo Cervantes Oriol Roca Batalla 6–3, 6–4                | Collin Altamirano Vitaliy Sachko          | Vitaliy Sachko Tomás Barrios             | Francisco Cerúndolo Alejandro Tabilo Vít Kopřiva Roberto Carballés            |
| 30 de noviembre      | Challenger de São Paulo Campinas, Brasil Challenger 80 – Tierra batida – 32S/16Q/16D Cuadro de individuales – Cuadro de dobles          | Francisco Cerúndolo 6–4, 3–6, 6–3                          | Roberto Carballés                         | Daniel Elahi Galán Felipe Meligeni Alves | Mohamed Safwat Dmitri Popkó Facundo Bagnis Alejandro Tabilo                   |
| 30 de noviembre      | Challenger de São Paulo Campinas, Brasil Challenger 80 – Tierra batida – 32S/16Q/16D Cuadro de individuales – Cuadro de dobles          | Sadio Doumbia Fabien Reboul 6–7(7–9), 7–5, [10–7]          | Luis David Martínez Felipe Meligeni Alves | Daniel Elahi Galán Felipe Meligeni Alves | Mohamed Safwat Dmitri Popkó Facundo Bagnis Alejandro Tabilo                   |
| 30 de noviembre      | Challenger de Maia Maia, Portugal Challenger 80 – Tierra batida (i) – 32S/16Q/16D Cuadro de individuales – Cuadro de dobles             | Pedro Sousa 6–0, 5–7, 6–2                                  | Carlos Taberner                           | Duje Ajduković Bernabé Zapata Miralles   | Andrea Arnaboldi Jozef Kovalík Henri Laaksonen Kimmer Coppejans               |
| 30 de noviembre      | Challenger de Maia Maia, Portugal Challenger 80 – Tierra batida (i) – 32S/16Q/16D Cuadro de individuales – Cuadro de dobles             | Zdeněk Kolář Andrea Vavassori 6–3, 6–4                     | Lloyd Glasspool Harri Heliövaara          | Duje Ajduković Bernabé Zapata Miralles   | Andrea Arnaboldi Jozef Kovalík Henri Laaksonen Kimmer Coppejans               |

## Estadísticas
Estas tablas presentan el número de títulos individuales (I) y dobles (D) ganados por cada jugador y cada nación durante la temporada. Los jugadores o naciones se clasifican bajo los siguientes criterios:
1. Número total de títulos (un título de dobles ganado por dos jugadores que representan la misma nación cuenta como un solo triunfo para la nación).
2. Jerarquía de títulos por modalidad (individual > dobles).
3. Por orden alfabético (se ordenan por su apellido).

### Títulos por tenistas
| Total | Tenista                   | I | D |
| ----- | ------------------------- | - | - |
| 3     | Francisco Cerúndolo       | 3 | 0 |
| 5     | Ariel Behar               | 0 | 5 |
| 5     | Andrey Golubev            | 0 | 5 |
| 4     | Arthur Rinderknech        | 2 | 2 |
| 3     | Carlos Alcaraz            | 3 | 0 |
| 3     | Marc-Andrea Huesler       | 2 | 1 |
| 3     | Gonzalo Escobar           | 0 | 3 |
| 3     | Treat Huey                | 0 | 3 |
| 3     | Nathaniel Lammons         | 0 | 3 |
| 3     | Gonçalo Oliveira          | 0 | 3 |
| 3     | David Pel                 | 0 | 3 |
| 2     | Steve Johnson             | 2 | 0 |
| 2     | Aslán Karátsev            | 2 | 0 |
| 2     | Jurij Rodionov            | 2 | 0 |
| 2     | Jeffrey John Wolf         | 2 | 0 |
| 2     | Thai-Son Kwiatkowski      | 1 | 1 |
| 2     | Kamil Majchrzak           | 1 | 1 |
| 2     | Roman Safiullin           | 1 | 1 |
| 2     | Aleksandr Nedovyesov      | 0 | 2 |
| 2     | Sander Arends             | 0 | 2 |
| 2     | Tomislav Brkić            | 0 | 2 |
| 2     | Nikola Čačić              | 0 | 2 |
| 2     | Harri Heliövaara          | 0 | 2 |
| 2     | Zdeněk Kolář              | 0 | 2 |
| 2     | Rafael Matos              | 0 | 2 |
| 2     | Luke Saville              | 0 | 2 |
| 2     | Szymon Walków             | 0 | 2 |
| 2     | Tristan-Samuel Weissborn  | 0 | 2 |
| 1     | Attila Balázs             | 1 | 0 |
| 1     | Ulises Blanch             | 1 | 0 |
| 1     | Maxime Cressy             | 1 | 0 |
| 1     | Taro Daniel               | 1 | 0 |
| 1     | James Duckworth           | 1 | 0 |
| 1     | Federico Gaio             | 1 | 0 |
| 1     | Ernests Gulbis            | 1 | 0 |
| 1     | Yannick Hanfmann          | 1 | 0 |
| 1     | Cem Ilkel                 | 1 | 0 |
| 1     | Philipp Kohlschreiber     | 1 | 0 |
| 1     | Tomáš Macháč              | 1 | 0 |
| 1     | Adrian Mannarino          | 1 | 0 |
| 1     | Thiago Monteiro           | 1 | 0 |
| 1     | Lorenzo Musetti           | 1 | 0 |
| 1     | Oscar Otte                | 1 | 0 |
| 1     | Mohamed Safwat            | 1 | 0 |
| 1     | Stan Wawrinka             | 1 | 0 |
| 1     | Mikael Torpegaard         | 1 | 0 |
| 1     | Carlos Taberner           | 1 | 0 |
| 1     | Bernabé Zapata            | 1 | 0 |
| 1     | Robert Galloway           | 0 | 1 |
| 1     | Hans Hach Verdugo         | 0 | 1 |
| 1     | Pierre-Hugues Herbert     | 0 | 1 |
| 1     | Orlando Luz               | 0 | 1 |
| 1     | Denys Molchanov           | 0 | 1 |
| 1     | Andrea Pellegrino         | 0 | 1 |
| 1     | Max Purcell               | 0 | 1 |
| 1     | Miguel Ángel Reyes-Varela | 0 | 1 |
| 1     | Antonio Šančić            | 0 | 1 |
| 1     | Sem Verbeek               | 0 | 1 |
| 1     | Mario Vilella Martínez    | 0 | 1 |
| 1     | Dennis Novikov            | 0 | 1 |
| 1     | Evan King                 | 0 | 1 |
| 1     | Benjamin Lock             | 0 | 1 |
| 1     | Denis Kudla               | 0 | 1 |
| 1     | Karol Drzewiecki          | 0 | 1 |
| 1     | Benjamin Bonzi            | 0 | 1 |
| 1     | Manuel Guinard            | 0 | 1 |
| 1     | Hans Hach Verdugo         | 0 | 1 |
| 1     | Antoine Hoang             | 0 | 1 |
| 1     | Pavel Kotov               | 0 | 1 |
| 1     | João Menezes              | 0 | 1 |
| 1     | Andrés Molteni            | 0 | 1 |
| 1     | Hugo Nys                  | 0 | 1 |
| 1     | Julian Ocleppo            | 0 | 1 |
| 1     | Nathan Pasha              | 0 | 1 |
| 1     | Purav Raja                | 0 | 1 |
| 1     | Ramkumar Ramanathan       | 0 | 1 |
| 1     | Hunter Reese              | 0 | 1 |
| 1     | Lukáš Rosol               | 0 | 1 |
| 1     | Max Schnur                | 0 | 1 |
| 1     | Artem Sitak               | 0 | 1 |
| 1     | John-Patrick Smith        | 0 | 1 |
| 1     | Igor Zelenay              | 0 | 1 |
| 1     | Jan Zieliński             | 0 | 1 |

### Títulos por países
| Total | País                 | I | D |
| ----- | -------------------- | - | - |
| 17    | Estados Unidos       | 8 | 9 |
| 9     | España               | 7 | 2 |
| 7     | Francia              | 3 | 4 |
| 6     | Polonia              | 1 | 5 |
| 5     | Kazajistán           | 0 | 5 |
| 5     | Uruguay              | 0 | 5 |
| 4     | Alemania             | 3 | 1 |
| 4     | Rusia                | 3 | 1 |
| 4     | Suiza                | 3 | 1 |
| 4     | Austria              | 2 | 2 |
| 4     | Italia               | 2 | 2 |
| 4     | Países Bajos         | 0 | 4 |
| 5     | Argentina            | 4 | 1 |
| 3     | Australia            | 1 | 2 |
| 3     | Brasil               | 1 | 2 |
| 3     | República Checa      | 1 | 2 |
| 3     | Ecuador              | 0 | 3 |
| 3     | Filipinas            | 0 | 3 |
| 3     | Portugal             | 0 | 3 |
| 2     | Bosnia y Herzegovina | 0 | 2 |
| 2     | Finlandia            | 0 | 2 |
| 2     | México               | 0 | 2 |
| 2     | Serbia               | 0 | 2 |
| 2     | Japón                | 2 | 0 |
| 1     | Bielorrusia          | 1 | 0 |
| 1     | Dinamarca            | 1 | 0 |
| 1     | Egipto               | 1 | 0 |
| 1     | Hungría              | 1 | 0 |
| 1     | Letonia              | 1 | 0 |
| 1     | Turquía              | 1 | 0 |
| 1     | Croacia              | 0 | 1 |
| 1     | India                | 0 | 1 |
| 1     | República Dominicana | 0 | 1 |
| 1     | El Salvador          | 0 | 1 |
| 1     | Ucrania              | 0 | 1 |
| 1     | Zimbabue             | 0 | 1 |
| 1     | Mónaco               | 0 | 1 |
| 1     | Nueva Zelanda        | 0 | 1 |
| 1     | Eslovaquia           | 0 | 1 |